# S106 (Den Haag)
De S106 is een stadsroute in Den Haag die loopt vanaf S104 — hier de Loosduinsekade en Loosduinseweg — over de Zuiderparklaan, de Soestdijksekade, de Moerweg (waar hij de S105 kruist op het Erasmusplein), de Middachtenweg en de Prinses Beatrixlaan in Rijswijk tot aan de Ring Den Haag — hier de A4 (afrit 11).
De S106 is de enige Haagse stadsroute die geen directe aansluiting heeft op de S100/Centrumring.
 Den Haag ·   ·  ·  · · ·  ·  ·  ·  ·  ·  

 Haagsche tunnels: Koningstunnel · Hubertustunnel · Victory Boogie Woogietunnel